# لیناردو سالینو
لیناردو سالینو (به پرتغالی: Leandro Salino do Carmo) مدافع، هافبک اهل برزیل است که در شهر Juiz de Fora و در تاریخ ۲۲ آوریل ۱۹۸۵ به دنیا آمده‌است.
لیناردو سالینو در تیم‌های فوتبال América-MG سابقهٔ حضور دارد.